# Gornji Poloj
Gornji Poloj es un lugar del municipio de Barilović, situado en el condado de Karlovac. Según el censo de 2021, el lugar está despoblado.

## Demografía
| Gráfica de población de Gornji Poloj 1857-2021                     |
|                                                                    |
| Según los censos de población de la Oficina de Estadísticas Croata |